# Инат
Инат (тур. inat; инатлук), или пркос, штетно је понашање појединца или групе својствено по бесмисленом и упорном супротстављању зарад супротстављања. Унутрашњи мотив за спровођење ината нису сопствена убеђења, већ жеља да се неком другом евентуално нешто докаже или покаже. Показивање ината тада постаје самом себи циљ, а почетни повод остаје у другом плану.
Инат треба разликовати од пркоса који није увек описан као нужно штетно, ирационално и бесмислено понашање. Пркос је противљење мањег, обесправљеног, беспомоћног према већем, моћнијем, бескрупулозном. Последице могу бити исте, штетне по починиоца, али се код ината сматра да није постојала никаква потреба нити морално оправдање за такво понашање. Пркос може да прерасте у мотивацију да се савладају неповољне околности и постигне успех супротно, односно упркос, свим изгледима. 
Инаџијско понашање представља инфантилно (детињасто) понашање. Инат је на пример када се мало дете наљути на другаре јер га не зову да се играју заједно, а потом из ината упорно неће да прихвати њихове позиве да се ипак играју заједно. Дете ће тада рећи: „За инат, е баш нећу“. Пословица каже: „Од ината нема горег заната“. 